# Plop-Știubei, Căușeni
Plop-Știubei este un sat din raionul Căușeni, Republica Moldova.

## Dicționarul Geografic al Basarabieide Zamfir Arbore
Plop-Știubei, sat, în jud. Bender, în valea Botnei, într-un hârtop din dreapta, între Cârnățeni și satul Fântâna-Mascul. Face parte din volostea Căușeni. Are 97 case, cu o populație de 824 suflete, țărani români, 213 vite mari, 70 cai.

## Demografie

### Structura etnică
Structura etnică a localității conform recensământului populației din 2004:
| Grup etnic                                               | Populație | % Procentaj  |
| -------------------------------------------------------- | --------- | ------------ |
| Băștinași declarați Moldoveni Băștinași declarați Români | 1768 8    | 98,83% 0,45% |
| Ruși                                                     | 7         | 0,39%        |
| Ucraineni                                                | 5         | 0,28%        |
| Găgăuzi                                                  | 1         | 0,06%        |
| Total                                                    | 1789      |              |

## Administrație și politică
Componența Consiliului local Plop-Știubei (9 consilieri), ales la 5 noiembrie 2023, este următoarea:
|  | Partid                                       | Consilieri | Componență | Componență | Componență | Componență | Componență | Componență |
|  | -------------------------------------------- | ---------- | ---------- | ---------- | ---------- | ---------- | ---------- | ---------- |
|  | Partidul Acțiune și Solidaritate             | 6          |            |            |            |            |            |            |
|  | Partidul Socialiștilor din Republica Moldova | 3          |            |            |            |            |            |            |

Amarii Grigore - Partidul Socialiștilor din Republica Moldova
Balan Denis -  Partidul Acțiune și Solidaritate
Capșuna Grigore - Partidul Acțiune și Solidaritate
Guja Valentin - Partidul Socialiștilor din Republica Moldova
Guja Vera - Partidul Acțiune și Solidaritate
Gutov Anatolie - Partidul Acțiune și Solidaritate
Malcocean Elena - Partidul Acțiune și Solidaritate
Malcocean Petru - Partidul Socialiștilor din Republica Moldova
Osipenco Grigori - Partidul Acțiune și Solidaritate